# Конвертируемая марка
Конверти́руемая ма́рка (босн. и хорв. konvertibilna marka, серб. конвертибилна марка) (код ISO 4217 — «BAM») — национальная валюта Боснии и Герцеговины.
1 конвертируемая марка равна 100 фенингам (босн. и хорв. feninga, серб. фенинга).
Все названия происходят от немецких соответственно марки и пфеннига, к которым валюта была изначально привязана в соотношении 1:1. После перехода Германии на евро соотношение привязки было изменено на эквивалентное в евро в соотношении 1,95583 марки к 1 евро. Аналогичную привязку имеет также болгарский лев.
Введена в 1998 году в соответствии с Дейтонским соглашениям 1995 года, положившим конец гражданской войне.
В двух частях страны (Боснийской Федерации и Республике Сербской) используются разные банкноты (исключением является банкнота в 200 марок), сделанные в одном стиле, но с разными изображениями.

## Монеты
В обращении находятся монеты номиналами в 5, 10, 20, 50 фенингов, 1, 2 и 5 марок. Монеты в фенингах выпущены в обращение 9 декабря 1998 года, за исключением 5 фенингов, выпущенных 5 января 2006 года.
| Изображение                                                                              | Номинал       | Металл               | Диаметр (мм) | Толщина (мм) | Масса (г) | Гурт                 | Годы выпуска                            |
| ---------------------------------------------------------------------------------------- | ------------- | -------------------- | ------------ | ------------ | --------- | -------------------- | --------------------------------------- |
|                                                                                          | 5 фенингов    | Сталь, плак. никелем | 18           | 1,5          | 2,66      | Рубчатый             | 2005 2008 2011 2013 2017                |
|                                                                                          | 10 фенингов   | Сталь, плак. медью   | 20           | 1,8          | 3,9       | Гладкий              | 1998 2000 2004 2007 2008 2011 2013 2017 |
|                                                                                          | 20 фенингов   | Сталь, плак. медью   | 22           | 1,7          | 4,5       | Рубчатый             | 1998 2000 2004 2007 2008 2009 2013 2017 |
|                                                                                          | 50 фенингов   | Сталь, плак. медью   | 24           | 1,5          | 5,2       | Рубчатый             | 1998 2000 2007 2013 2017                |
|                                                                                          | 1 конв. марка | Сталь, плак. никелем | 23,23        | 1,9          | 4,95      | Прерывисто- рубчатый | 2000 2002 2006 2007 2008 2009 2013 2017 |
|                                                                                          | 2 конв. марки | Биметалл             | 25,75        | 2            | 6,9       | Прерывисто- рубчатый | 2000 2003 2008 2019                     |
|                                                                                          | 5 конв. марок | Биметалл             | 30           | 2            | 10,5      | Рубчатый             | 2005 2009                               |
| Примечание: жирным выделены годы, когда данные монеты выходили только в составе наборов. |               |                      |              |              |           |                      |                                         |

## Банкноты
В обращении находятся банкноты достоинством в 10, 20, 50, 100 и 200 марок.
Изъяты из обращения банкноты: 50 фенингов — 31 марта 2003 года, 1 марка — 31 марта 2009 года, 5 марок — 31 марта 2010 года.
Банкноты (кроме 200 марок) печатаются François-Charles Oberthür (Париж), 200 марок — Österreichische Banknoten und Sicherheitsdruck GmBH (OeBS) (Вена).
| Изображение                                                       | Изображение                    | Номинал      | Размеры (мм) | Основные цвета    | Описание                                                                          | Описание                                                                                  | Годы печати                        |
| Республика Сербская                                               | Федерация Боснии и Герцеговины | Номинал      | Размеры (мм) | Основные цвета    | Республика Сербская                                                               | Федерация Боснии и Герцеговины                                                            | Годы печати                        |
| ----------------------------------------------------------------- | ------------------------------ | ------------ | ------------ | ----------------- | --------------------------------------------------------------------------------- | ----------------------------------------------------------------------------------------- | ---------------------------------- |
| РС                                                                | ФБиГ                           | 50 фенингов  | 120×60       | Синий             | Лицевая сторона: портрет Бранко Чопича Оборотная сторона: раскрытая книга и домик | Лицевая сторона: портрет Скендера Куленовича Оборотная сторона: фрагмент стечки из Згошчи | 1998                               |
| РС                                                                | ФБиГ                           | 1 к. марка   | 120×60       | Зелёный           | Лицевая сторона: портрет Иво Андрича Оборотная сторона: мост через Дрину          | Лицевая сторона: портрет Йована Юкича Оборотная сторона: фрагмент стечки из Столаца       | 1998                               |
| РС                                                                | ФБиГ                           | 5 к. марок   | 123×62       | Фиолетовый        | Лицевая сторона: портрет Меши Селимовича Оборотная сторона: лес                   | Лицевая сторона: портрет Меши Селимовича Оборотная сторона: лес                           | 1998                               |
| РС                                                                | ФБиГ                           | 10 к. марок  | 130×65       | Оранжевый         | Лицевая сторона: портрет Алексы Шантича Оборотная сторона: булка хлеба            | Лицевая сторона: портрет Мака Диздара Оборотная сторона: фрагмент стечки из Радимля       | 1998 2008 2012 2017                |
| РС                                                                | ФБиГ                           | 20 к. марок  | 138×68       | Тёмно- коричневый | Лицевая сторона: портрет Филипа Вишнича Оборотная сторона: гусле                  | Лицевая сторона: портрет Антуна Шимича Оборотная сторона: фрагмент стечки из Радимля      | 1998 2008 2012                     |
| РС                                                                | ФБиГ                           | 50 к. марок  | 146×71       | Розовый           | Лицевая сторона: портрет Йована Дучича Оборотная сторона: ручка, очки и книга     | Лицевая сторона: портрет Мусы Чатича Оборотная сторона: фрагмент стечки из Згошчи         | 1998 2002 2007 2008 2009 2012 2017 |
| РС                                                                | ФБиГ                           | 100 к. марок | 154×74       | Коричневый        | Лицевая сторона: портрет Петара Кочича Оборотная сторона: ручка, очки и книга     | Лицевая сторона: портрет Николы Шопа Оборотная сторона: фрагмент стечки из Згошчи         | 1998 2002 2007 2008 2012 2017      |
| РС и ФБиГ                                                         | РС и ФБиГ                      | 200 к. марок | 156×76       | Бирюзовый         | Лицевая сторона: портрет Иво Андрича Оборотная сторона: мост через Дрину          | Лицевая сторона: портрет Иво Андрича Оборотная сторона: мост через Дрину                  | 2002 2022                          |
| Примечание: годы, выделенные курсивом, на банкнотах не обозначены |                                |              |              |                   |                                                                                   |                                                                                           |                                    |

## Режим валютного курса
Для поддержания курса марки Босния и Герцеговина использует режим Валютного совета, при котором её курс привязан к евро (код ISO 4217 — EUR) в соотношении 1,95583:1.